# Todas las veces que nos enamoramos
Todas las veces que nos enamoramos es una serie de televisión por internet española de comedia romántica creada por Carlos Montero para Netflix. Está protagonizada por Georgina Amorós, Franco Masini, Albert Salazar, Carlos González, Blanca Martínez y Roser Vilajosana. Se estrenó para la plataforma el 14 de febrero de 2023. La serie fue cancelada el 9 de julio de 2023, dejándola inconclusa tras una temporada de ocho episodios.

## Trama
En septiembre de 2003, Irene (Georgina Amorós) llega a Madrid con ganas de comerse el mundo y de convertirse en directora de cine. Allí conoce a sus mejores amigos y también a Julio (Franco Masini), que sería el protagonista perfecto para sus películas y también para su vida. Pero la vida siempre tiene otros planes.

## Reparto

### Principal
- Georgina Amorós como Irene Lamala Cabezudo
- Franco Masini como Julio Mera
- Carlos González como Damián "Da" Rodríguez
- Blanca Martínez como Jimena
- Albert Salazar como Fernando "Fer"
- Jorge Suquet como Óscar Romano (Episodio 1; Episodio 3 - Episodio 6; Episodio 8)
- Roser Vilajosana como Adriana "Adri"
- Alejandro Jato como Gonzalo (Episodio 1 - Episodio 5; Episodio 7 - Episodio 8)
- Kyle Scudder como Matt
- Fernanda Orazi como Julia (Episodio 1 - Episodio 4; Episodio 6 - Episodio 7)
- Nadia Torrijos como Karma (Episodio 1; Episodio 4 - Episodio 7)
- Mariola Fuentes como Rosana Librero (Episodio 3)
- Tábata Cerezo como Marta (Episodio 4; Episodio 6; Episodio 8)
- Marta Aledo como Sandra (Episodio 4; Episodio 6 - Episodio 7)
- Rocío León como Minerva León (Episodio 7 - Episodio 8)
- Mariona Terés como Rocío (Episodio 7 - Episodio 8)
- Álex Villazán como Iván (Episodio 7)

con la colaboración especial de
- Óscar de la Fuente como Ramón Lamala (Episodio 1 - Episodio 3; Episodio 6)
- Silvia Abril como Trinidad "Trini" Cabezudo (Episodio 1 - Episodio 3; Episodio 6; Episodio 8)
- Guillermo Toledo como Pablo (Episodio 1 - Episodio 7)
- Consuelo Trujillo como Laia Montaner (Episodio 7 - Episodio 8)
- Jan Cornet como Él mismo (Episodio 8)
- Alejandro Amenábar como Él mismo (Episodio 8)

## Episodios
| N.º en serie | N.º en temp. | Título                       | Dirigido por                | Escrito por                                             | Fecha de lanzamiento original |
| ------------ | ------------ | ---------------------------- | --------------------------- | ------------------------------------------------------- | ----------------------------- |
| 1            | 1            | «Meet Cute»                  | Mateo Gil                   | Carlos Montero, Almudena Ocaña y Guillermo J. Escribano | 14 de febrero de 2023         |
| 2            | 2            | «Sonámbulos»                 | Mateo Gil y Ginesta Guindal | Carlos Montero                                          | 14 de febrero de 2023         |
| 3            | 3            | «Talento»                    | Carlota Pereda              | Carlos Montero y Guillermo J. Escribano                 | 14 de febrero de 2023         |
| 4            | 4            | «Se me olvidó que te olvidé» | Carlota Pereda              | Carlos Montero y Guillermo J. Escribano                 | 14 de febrero de 2023         |
| 5            | 5            | «Jamás, siempre, nunca»      | Bàrbara Farré               | Carlos Montero y Guillermo J. Escribano                 | 14 de febrero de 2023         |
| 6            | 6            | «Campamento de verano»       | Bàrbara Farré               | Carlos Montero                                          | 14 de febrero de 2023         |
| 7            | 7            | «Meritoria»                  | Ginesta Guindal             | Guillermo J. Escribano y Carlos Montero                 | 14 de febrero de 2023         |
| 8            | 8            | «El poder de las palabras»   | Ginesta Guindal             | Carlos Montero                                          | 14 de febrero de 2023         |

## Producción
En abril de 2022, Netflix anunció que estaba trabajando en una nueva serie de Carlos Montero para la plataforma, después de Élite, El desorden que dejas y Feria: la luz más oscura, titulada Meet Cute, cuyo rodaje ya había comenzado a finales de 2021. Georgina Amorós y Franco Masini fueron confirmados como la dupla protagonista de la serie. En algún punto de la producción, el título cambió de Meet Cute a Todas las veces que nos enamoramos.

## Lanzamiento y marketing
El 16 de enero de 2023, Netflix sacó el tráiler de la serie y confirmó su estreno para el 14 de febrero de 2023.